# Xerolenta spiruloides
Xerolenta spiruloides is een slakkensoort uit de familie van de Hygromiidae. De wetenschappelijke naam van de soort is voor het eerst geldig gepubliceerd in 1916 door A.J. Wagner.